# Cercopithecus dryas
Cercopithèque dryade
Espèce
Synonymes
- Cercopithecus salongo
Thys van den Audenaerde, 1977

Statut de conservation UICN

 EN  : En danger
Statut CITES
Le Cercopithèque dryade (Cercopithecus dryas) est une espèce de primate du genre des Cercopithecus. C'est une espèce peu connue de guenon, trouvée seulement dans le Bassin du Congo, limité à la rive gauche du fleuve.